# مارتین داناوان
مارتین داناوان (به انگلیسی: Martin Donovan) (زاده ۱۹ اوت ۱۹۵۷) بازیگر آمریکایی است.
از فیلم‌های معروف او می‌توان به بازی در بی‌خوابی، غیرقابل‌تصور، خاطره، بنیادگرای ناراضی، کولاک، پرسی، امید واهی، با صدای بلند زندگی کردن، قاتل حروف الفبا، نادجا و آنگین اشاره کرد.